# フォース・インディア VJM11
フォース・インディア VJM11 (Force India VJM11) は、フォース・インディアが2018年のF1世界選手権参戦用に開発したフォーミュラ1カーである。

## 概要
2018年2月26日、カタロニア・サーキットで行われたプレシーズンテスト初日に正式発表された。
VJM09以来採用されている「穴開きノーズ」は当マシンでも継続された。段差ノーズに関しても前年のVJM10に引き続き採用されている。なお、潤滑油がペトロナスからラベノルに変更された。

## 2018年シーズン
ドライバーはセルジオ・ペレスとエステバン・オコンの両者とも残留。
完走率は高いものの着実にポイントを重ね続けた前年までと違い、苦戦を強いられている。原因として深刻な資金難と、「風洞とCFD（数値流体力学）がマシンと合っていない。風洞とCFDは合致しているが、残念ながらそれらが実際のマシンのパフォーマンスと合っていない」やリアのバランスが崩れてしまったとテクニカルディレクターのアンドリュー・グリーンが語っている。それでも第4戦アゼルバイジャンGPでペレスが2年ぶりの3位表彰台を獲得した。これをきっかけに予選の苦戦は続いているが、決勝では入賞圏内争いへ参戦し始める。第5戦スペインGPからチームとしての連続入賞が続き、第8戦フランスGPこそ2台ともリタイアとなるが、第9戦オーストリアGPから第11戦ドイツGPではダブル入賞を果たす。
だが、資金難が遂に限界に達し、第12戦ハンガリーGPにてチームの破産手続きを始めたと発表した。これによってチームは管財人の管理下で売却先を求めることになり、最終的にウィリアムズのランス・ストロールの父親である資産家のローレンス・ストロールが率いるコンソーシアムへの売却が決まった。これに伴い第13戦ベルギーGPよりチーム名を「レーシング・ポイント・フォース・インディア・F1チーム」(誤認対策として以下「レーシング・ポイント」と表記)に変更。FIAからの承認を受けて参戦は認められたものの、フォース・インディアからの継続参戦ではなく新規参戦と見なされたためハンガリーGPまでのコンストラクターズポイントは無効とされた（ドライバーズポイントに関してはそのまま保持）。レーシングポイントの初戦となったベルギーGPは、雨による混乱のあった予選でグリッドの2列目を占め、決勝でもペレスが5位、オコンが6位とダブル入賞を果たした。資金難が解消されてから前年のような成績を記録するようになり、グリーンのコメントが正しいことを証明しつつあるが、同時に現在のF1がチームマネーに左右されていることを示唆することとなった。
最終的にはコンストラクターズ7位だが、抹消されたポイントも換算すれば事実上5位の位置につけており、シーズン中の苦戦やチームの混乱はありながらも、一定の結果を残して終えた。また、シーズン終了後に同チーム名からフォース・インディアの名が消え、レーシング・ポイントの名に正式に変更されたことに伴い、フォース・インディアの歴史を終えると同時にこのチームとしての最後のマシンとなった。

## スペック
- 型式：VJM11
- モノコック：カーボンファイバー・コンポジット、ザイロンによる進入防止サイドパネル
- フロントサスペンション：アルミニウム製アップライト、プッシュロッド式トーションスプリング独立型縣架サスペンション、ダンパー&アンチロールバー
- リアサスペンション：アルミニウム製アップライト、プルロッド式トーションスプリング独立型縣架サスペンション、ダンパー&アンチロールバー
- ホイール：BBS フォース・インディア専用ホイール
- パワーユニット：メルセデスAMG・ハイ・パフォーマンス・パワートレインズ 1.6リッター V6ターボ
- ERS：メルセデスAMG・ハイ・パフォーマンス・パワートレインズ
- トランスミッション：メルセデスAMG F1 8速セミオートマチック・シームレスシフト
- タイヤ：ピレリ
- ブレーキシステム：APレーシング 920E
- ブレーキマテリアル：カーボン・インダストリー

## 記録
| 年   | No. | ドライバー | 1   | 2   | 3   | 4   | 5   | 6   | 7   | 8   | 9   | 10  | 11  | 12  | 13  | 14  | 15  | 16  | 17  | 18  | 19  | 20  | 21  | ポイント | ランキング |
| 年   | No. | ドライバー | AUS | BHR | CHN | AZE | ESP | MON | CAN | FRA | AUT | GBR | GER | HUN | BEL | ITA | SIN | RUS | JPN | USA | MEX | BRA | ABU | ポイント | ランキング |
| ---- | --- | ---------- | --- | --- | --- | --- | --- | --- | --- | --- | --- | --- | --- | --- | --- | --- | --- | --- | --- | --- | --- | --- | --- | -------- | ---------- |
| 2018 | 11  | ペレス     | 11  | 16  | 12  | 3   | 9   | 12  | 14  | Ret | 7   | 10  | 7   | 14  | 5   | 7   | 16  | 10  | 7   | 8   | Ret | 10  | 8   | 52 (111) | 7位        |
| 2018 | 31  | オコン     | 12  | 10  | 11  | Ret | Ret | 6   | 9   | Ret | 6   | 7   | 8   | 13  | 6   | 6   | Ret | 9   | 9   | DSQ | 11  | 14  | Ret | 52 (111) | 7位        |

- 太字はポールポジション、斜字はファステストラップ（key）
- † 印はリタイアだが、90%以上の距離を走行したため規定により完走扱い。
- 第13戦ベルギーGPから新しいエントラントとして参戦することになったため、第12戦ハンガリーGPまでのコンストラクターズポイント(59点)は無効となった(ペレスとオコンのドライバーズポイントは有効)[10]。